# Hedge Accounting
Hedge Accounting (deutsch „Bilanzierung von Hedgegeschäften“) ist der Anglizismus für die Bilanzierung von Sicherungsgeschäften.

## Allgemeines
Das Hedge Accounting betrifft die Bewertung von Finanzinstrumenten, Finanzierungstiteln oder Finanzprodukten (Grundgeschäfte), für die Sicherungsgeschäfte abgeschlossen wurden. Sicherungsgeschäfte werden im Rahmen des Risikomanagements eines Unternehmens abgeschlossen, wenn ein Grundgeschäft mit einem Finanzrisiko verbunden ist, das vom Unternehmen ganz oder teilweise nicht getragen werden soll, sondern dieses im Wege der Risikominderung oder des Risikotransfers auf dritte Risikoträger ganz oder teilweise überträgt. Einer der beiden Verträge ist das Grundgeschäft (englisch hedged item), welches das Risiko bzw. die Risiken begründet hat, der andere Vertrag ist das Sicherungsgeschäft (oder Hedgegeschäft; englisch hedging instrument), welches das Risiko bzw. die Risiken des Grundgeschäfts absichert.
An Sicherungsgeschäften sind mindestens zwei Finanzinstrumente oder Finanzprodukte beteiligt, die in einem wirtschaftlichen – und oft auch in einem rechtlichen – Zusammenhang zueinander stehen. Diese Geschäfte werden beim Hedge Accounting nicht jedes für sich einer Einzelbewertung unterzogen, sondern als Bewertungseinheit betrachtet.

## Arten
Je nach Beschaffenheit der Sicherungsbeziehung werden gemäß IFRS 9 zwei Arten des Hedge Accounting unterschieden:
- Der Fair Value-Hedge ist die ganze oder teilweise Absicherung bilanzierter Vermögenswerte, Verbindlichkeiten oder außerbilanzieller Verpflichtungen gegen die Risiken einer erfolgswirksam zu erfassenden Änderung ihres beizulegenden Zeitwerts.[4] Im Rahmen eines Fair Value Hedge gleichen sich die gegenläufigen Bewertungseffekte aus Grundgeschäft und Sicherungsgeschäft in der Gewinn- und Verlustrechnung aus.

Beispiele: Absicherungen von Forderungen oder Verbindlichkeiten gegen das Zinsänderungsrisiko.
- Der Cashflow Hedge ist die Absicherung gegen erfolgswirksam zu berücksichtigender Schwankungen künftiger Zahlungsströme.[5] Die Wertänderungen des Sicherungsinstrumentes werden direkt im Eigenkapital erfasst (englisch statement of changes in equity), soweit es den effektiven Teil des Hedgegeschäftes betrifft. Der ineffektive Teil schlägt sich unmittelbar in der Erfolgsrechnung nieder.

Beispiel: Absicherung gegen ein Wechselkursrisiko durch Devisentermingeschäft oder Devisenoptionsgeschäft.
- Der Hedge of a Net Investment in a Foreign Operation dient der Absicherung einer Nettoinvestition einer ausländischen Direktinvestition.[6]

Beispiel: Das Investitionsrisiko von Investitionen bei einer ausländischen Tochtergesellschaft wird abgesichert.
Betrachtet man die beiden erstgenannten Arten des Hedgegeschäfts, sind sie auf den ersten Blick einfach voneinander abgrenzbar: bei einer Einzelposition ergibt sich aus dem Sicherungszweck eindeutig die Art der Hedge-Beziehung. Diese Eindeutigkeit ist jedoch bei näherer Betrachtung nicht mehr ohne Weiteres gegeben. Bei zusammengesetzten Positionen ist sie abhängig davon, von welchem Standpunkt aus der Vergleich vorgenommen wird. Dies lässt sich mit folgendem Beispiel am Asset Liability Management von Banken verdeutlichen. Hier sind folgende Kombinationen möglich:
- Die variabel verzinslichen Verpflichtungen übertreffen die variabel verzinslichen Forderungen ({\displaystyle Verpflichtungen>Forderungen}),
- die festverzinslichen Forderungen übertreffen die festverzinslichen Verbindlichkeiten ({\displaystyle Verpflichtungen<Forderungen}).

Nimmt man ansonsten ein ausgeglichenes Verhältnis zwischen dem Gesamtvolumen der Forderungen und dem Gesamtvolumen der Verbindlichkeiten an, dann kann das Zinsänderungsrisiko von zwei verschiedenen Blickpunkten aus abgesichert werden:
- Der Festzinsüberhang bei den Forderungen (Kreditgeschäft) wird mit Hilfe eines Swaps in eine variabel verzinsliche Vermögensposition umgewandelt, so dass der Fair Value unverändert bleibt (Fair Value Hedge),
- Der Überhang an variabel verzinslichen Verbindlichkeiten (Einlagengeschäft) wie wird mit Hilfe eines Swaps in eine Schuldposition mit einem auf das Kreditgeschäft passenden festen Cashflow umgewandelt (Cashflow Hedge).

Auf diese Weise kann folglich sowohl ein Fair Value Hedge als auch ein Cashflow Hedge zu dem gewünschten Absicherungsergebnis führen.

## Hedge Accounting beim Rechnungslegungsstandard HGB
Der Rechnungslegungsstandard des deutschen Handelsgesetzbuchs (HGB) berücksichtigt in seiner Bewertungssystematik auch das Hedge Accounting. Seit Januar 2009 erlaubt die geltende Neufassung des § 254 HGB die Zusammenfassung von Vermögensgegenständen, schwebenden Geschäften oder mit hoher Wahrscheinlichkeit erwarteter Transaktionen zum Ausgleich gegenläufiger Wertänderungen oder Zahlungsströme mit Finanzinstrumenten zu Bewertungseinheiten. Dabei sind die Bildung von Rückstellungen (§ 249 Abs. 1 HGB), der Einzelbewertungsgrundsatz (§ 252 Abs. 1 Satz 3 HGB und § 240 Abs. 1 HGB), das Realisations- und Imparitätsprinzip (§ 252 Abs. 1 Nr. 3 und 4 HGB), das Anschaffungswertprinzip (§ 253 Abs. 1 Satz 1 HGB) und die Währungsumrechnung (§ 256a HGB) während der Laufzeit der Sicherungsgeschäfte nicht anzuwenden.
Die Bewertungseinheit beruht auf der Überlegung, dass die aus einem Grundgeschäft resultierenden Finanzrisiken durch den Einsatz von Sicherungsgeschäften – wirtschaftlich betrachtet – neutralisiert werden können. Daher wird bei Bestehen einer Bewertungseinheit auf die Berücksichtigung nicht realisierter Verluste verzichtet, wenn diesen in gleicher Höhe nicht realisierte Gewinne gegenüberstehen, soweit der Eintritt der abgesicherten Risiken ausgeschlossen ist. Zulässig ist die unmittelbare Absicherung eines einzelnen Grundgeschäfts durch ein einzelnes Sicherungsgeschäft (englisch micro hedging), die Absicherung mehrerer gleichartiger Grundgeschäfte durch ein oder mehrere Sicherungsgeschäfte (englisch portfolio hedging) oder die Absicherung ganzer Gruppen von Grundgeschäften (englisch macro hedging).
Durch Bewertungseinheiten dieser Art werden nicht realisierte Verluste nicht bilanziert, soweit ihnen in gleicher Höhe nicht realisierte Gewinne gegenüberstehen. Abgesichert werden können sowohl Wertänderungsrisiken (Fair Value Hedge) als auch Zahlungsstromrisiken (Cashflow Hedge). In engem Zusammenhang mit § 254 HGB steht die Angabe des Hedge Accounting im Anhang nach § 285 Nr. 23 HGB.
Ohne Hedge Accounting würde das Prinzip der Einzelbewertung gelten. Wird dabei beispielsweise eine langfristige Forderung in Fremdwährung (Grundgeschäft) durch einen Devisenterminverkauf (Hedgegeschäft) gesichert und steigt der Wechselkurs bis zum Bilanzstichtag, so dürfte auf die Forderung wegen des geltenden Anschaffungswert- und Imparitätsprinzips keine Zuschreibung vorgenommen werden, während der gegenläufige latente Verlust aus dem Devisentermingeschäft jedoch als Drohverlustrückstellung passiviert werden müsste. Das Hedge Accounting erlaubt dagegen eine Synchronisation beider gegenläufiger Risiken. Synchronisation bedeutet, dass eine Kompensation der Effekte aus dem Grund- und Sicherungsgeschäft in derselben Rechnungsperiode ergebniswirksam stattfindet.

## Hedge Accounting beim Rechnungslegungsstandard IFRS
Die Abbildung von Sicherungsbeziehungen stellt aus Sicht der Kreditinstitute eine der umstrittensten Regelungen der IFRS / IAS dar. Grundsätzlich resultiert die Notwendigkeit gesonderter Bilanzierungsregeln für Sicherungsbeziehungen aus dem gemischten Modell der Bewertung (englisch Mixed Model), auf dem IAS 39 basiert. Bilanziert eine Bank nach „normalen“ Regeln des IAS 39, wäre beispielsweise folgende Konstellation denkbar: Während das Grundgeschäft eines Hedge aus einer Bilanzposition besteht, die zu fortgeführten Anschaffungskosten zu bewerten ist, wird das dazugehörige Sicherungsgeschäft in Form eines Derivats grundsätzlich erfolgswirksam zum beizulegenden Zeitwert bewertet (englisch Accounting mismatch). Wirtschaftlich gesehen entsteht für die Bank hier weder ein Gewinn noch ein Verlust, da sich Grund- und Sicherungsgeschäft kompensieren. Die Abbildung der Geschäfte würde jedoch nach den „normalen“ Vorschriften des IAS 39 asymmetrisch verlaufen: Nur die Wertänderungen des Sicherungsgeschäfts würden sich in der Gewinn- und Verlustrechnung wiederfinden, nicht jedoch die Wertänderungen des Grundgeschäfts. Das ökonomische Risiko einer allgemeinen Verlustgefahr der Bank wäre zwar erfolgreich kompensiert worden, aber das bilanzielle Risiko einer möglichen Verschlechterung der Vermögens-, Finanz- und Ertragslage würde weiterhin bestehen und sich entsprechend im Jahresabschluss niederschlagen. Um eine solche Konstellation zu vermeiden, werden in Sicherungsbeziehungen eingebundene Finanzinstrumente (englisch embedded instruments) von IAS 39 im Rahmen des Hedge Accounting als Sonderfall erfasst und nach anderen Regeln bewertet als ungesicherte Finanzinstrumente. Es findet eine Synchronisierung hinsichtlich der Abbildung von Wertschwankungen bei Grundgeschäft und Sicherungsinstrument statt.

## Wirtschaftliche Aspekte
Das Konzept des Hedgegeschäfts besteht allgemein in einer inversen Kombination hochkorrelierter Bilanzpositionen zwecks Risikominderung oder Risikotransfer. Dies bedeutet, dass die Wirkung von Grundgeschäft und Sicherungsgeschäft gegenläufig sein sollte, um zu einer kompensatorischen Wirkung in der Gewinn- und Verlustrechnung oder im Eigenkapital zu führen. Gewinne oder Verluste bzw. Cashflows sollten sich wegen ihrer Gegenläufigkeit ausgleichen, was im Rahmen des Hedge Accounting zwischen Grundgeschäft und korrespondierendem Sicherungsgeschäft bilaziell abgebildet wird. In diesem Fall handelt es sich beim Hedge Accounting um eine Risikokompensation.

## Abgrenzung
Das Risk Accounting steht im Gegensatz zum Hedge Accounting, welches zwar ebenfalls für risikotragende Geschäfte, die als finanzieller Vermögenswert oder finanzielle Schulden bilanziert werden, eine spezifische Bewertung vorschlägt, sich aber an der konkreten Art der Absicherung orientiert und folglich unterschiedliche Arten der Absicherung differenziert regelt. Risk Accounting ist insofern als spezifische Bilanzierungsvariante zu verstehen, die lediglich auf das Vorhandensein finanzieller Risiken und die bloße Tatsache ihrer Steuerung abstellt.